# Herbert Maris
Herbert Maris, als Schauspieler Bert Schmidt-Maris, (* 24. März 1917 in Berlin-Wedding) ist ein heute inaktiver deutscher Filmschauspieler und Filmproduzent.

## Leben
Der Sohn eines Schlossers verließ bereits im Alter von 15 Jahren die Schule, um beim Film unterzukommen. Im Herbst 1932 debütierte Maris als Bert Schmidt-Maris – häufig auch in der falschen Schreibweise Schmidt-Moris geführt – als Kombüsenjunge neben Heinrich George in dem Schifferdrama Das Meer ruft. Bis 1941 trat er unter diesem Doppelnamen mit einer Fülle von kleinen Rollen als Lehrjunge, Schüler, Liftboy, Barjunge, Hotelpage oder Piccolo in zahlreichen Filmen auf und betätigte sich nebenbei 1937 erstmals auch als Aufnahmeleiter. 1941 eingezogen, wurde Maris zum Reichsrundfunk versetzt und damit beauftragt, Propagandameldungen im Sender des italienischen Verbündeten zu verlesen.
Nach dem Krieg hatte Maris zunächst einige Probleme, wieder beim Film anzuknüpfen. Seine erste verbürgte Arbeit ist die eines Produktionsassistenten bei dem 1954 gedrehten Streifen Phantom des großen Zeltes. Seit 1956 konnte er wieder regelmäßig als Aufnahmeleiter arbeiten. Im Jahr darauf lernte er bei den deutschen Aufnahmen zu dem US-Kriegsdrama Die jungen Löwen Marlon Brando kennen und freundete sich mit ihm an. Später knüpfte er auch einen engeren Kontakt zu dem Schauspielerehepaar Richard Burton und Elizabeth Taylor. 1964 gründete Herbert Maris die Maris-Film GmbH, die vor allem Ende der 60er Jahre einige Filme herstellte. Bereits 1972 ging jedoch seine Firma bankrott, und er fand erst Ende der 70er Jahre noch mal Gelegenheit, als Produktionsleiter (in Diensten von Wolf C. Hartwig und Artur Brauner) an der Herstellung vom Filmen mitzuwirken. Später warfen ihn zahlreiche gesundheitliche Probleme aus der Bahn. Ende der 1980er Jahre kehrte Herbert Maris an der Seite von Günter Pfitzmann kurzzeitig als Fernsehschauspieler vor die Kamera zurück.
Herbert Maris war dreimal verheiratet, sein letztes Lebenszeichen stammt aus dem Jahr 2004.

## Filmografie
als Schauspieler
- 1932: Das Meer ruft
- 1933: Des jungen Dessauers große Liebe
- 1933: Das lustige Kleeblatt
- 1933: Walzerkrieg
- 1934: Einmal eine große Dame sein
- 1934: Die Finanzen des Großherzogs
- 1934: Fräulein Frau
- 1934: Pipin der Kurze
- 1934: Spiel mit dem Feuer
- 1934: Abenteuer im Südexpreß
- 1934: Ferien vom Ich
- 1934: Punks kommt aus Amerika
- 1935: Achte mir auf Gakeki (Kurzfilm)
- 1935: Sie oder sie (Kurzfilm)
- 1935: Endstation
- 1938: Fünf Millionen suchen einen Erben
- 1938: Narren im Schnee
- 1938: Geheimzeichen LB 17
- 1938: Großalarm
- 1938: Nanu, Sie kennen Korff noch nicht?
- 1939: Fräulein
- 1939: Ehe in Dosen
- 1939: Die goldene Maske
- 1939: Heimatland
- 1939: Kitty und die Weltkonferenz
- 1939: Der Weg zu Isabell
- 1940: Kriminalkommissar Eyck
- 1941: Das himmelblaue Abendkleid
- 1941: Alles für Gloria
- 1988: Praxis Bülowbogen (vier Folgen der ARD-Vorabendserie)

als Produktionsleiter oder Produzent
- 1958: Wenn die Conny mit dem Peter
- 1960: Café Europa
- 1960: Geschminkte Jugend
- 1968: Häschen in der Grube
- 1969: Blonde Köder für den Mörder
- 1970: Ohrfeigen
- 1979: Steiner – Das Eiserne Kreuz, 2. Teil
- 1980: Heiße Kartoffeln
- 1980: Kreuzberger Liebesnächte

## Einzelnachweis
1. ↑  Herbert Maris (88) aus Wilmersdorf war in den 50er Jahren Aufnahmeleiter beim Film. Für B.Z. am sonntag öffnete er sein ganz privates Foto-Album. in bz-Berlin.de, 11. Juli 2004

| Personendaten    | Personendaten                                                                                   |
| ---------------- | ----------------------------------------------------------------------------------------------- |
| NAME             | Maris, Herbert                                                                                  |
| ALTERNATIVNAMEN  | Schmidt-Maris, Bert; Schmidt-Moris, Bert (Falschschreibung); Schmidt, Herbert (wirklicher Name) |
| KURZBESCHREIBUNG | deutscher Schauspieler und Filmproduzent                                                        |
| GEBURTSDATUM     | 24. März 1917                                                                                   |
| GEBURTSORT       | Berlin-Wedding                                                                                  |